# Сечань
Сечань, Сечані (рум. Seceani) — село у повіті Тіміш в Румунії. Входить до складу комуни Орцишоара.
Село розташоване на відстані 411 км на північний захід від Бухареста, 25 км на північ від Тімішоари.

## Населення
За даними перепису населення 2002 року у селі проживали 595 осіб.
Національний склад населення села:
| Національність | Кількість осіб | Відсоток |
| -------------- | -------------- | -------- |
| румуни         | 555            | 93,3%    |
| цигани         | 28             | 4,7%     |
| угорці         | 6              | 1,0%     |

Рідною мовою назвали:
| Мова      | Кількість осіб | Відсоток |
| --------- | -------------- | -------- |
| румунська | 584            | 98,2%    |
| угорська  | 5              | 0,8%     |